# Угольная магистраль (Польша)
Угольная магистраль (пол. Magistrala węglowa) — польская железнодорожная линия D29 131, которая соединяет Верхнесилезский промышленный округ (начинается в Хожуве), через Рыбницкий угольный округ и Ченстоховский промышленный округ с морскими портами Гдыни и Гданьска.
Магистраль была построена в 1928—1933 годах, во время таможенной войны с Германией, для соединения Силезии с Померанией без необходимости транзита через немецкую территорию. Эта магистраль, вместе с построенном портом в Гдыне, стала причиной польского успеха в этом политическом и экономическом конфликте за экономическую независимость Польши и дала возможность послевоенного индустриального восстановления страны как государства-экспортёра.